# CHNI-FM
Pour l’article homonyme, voir CHNI (sigle).
CHNI-FM est une station de radio canadienne diffusant depuis Saint John, au Nouveau-Brunswick à la fréquence 88,9 MHz sur la bande FM, appartenant au Groupe Stingray.
Rogers Media a obtenu une licence de radiodiffusion en novembre 2004 dans un format d'information en continu. CHNI entre en ondes le 11 octobre 2005 et est en réseau avec les stations sœurs CKNI-FM (News 91.9) à Moncton, au Nouveau-Brunswick, et CJNI-FM (News 95.7) basée à Halifax, en Nouvelle-Écosse. Le Afternoon News with Tom Young, une émission diffusée les après-midis de week-end provient de Saint John sur les trois stations. News 88.9 diffuse les parties de hockey des Saint John Sea Dogs, des Sénateurs d'Ottawa et des Toronto Blue Jays.
En 2013, Newcap Radio fait l'acquisition de la station. La tranasaciton est approuvée par le CRTC en mars 2014. Fin juillet, la station change de format pour de la musique rock. En 2018, le Groupe Stingray fait l'acquisition de Newcap. Le 19 août 2019, CHNI adopte l'image Q88.9.